# 伊巴密濃達
伊巴密濃達（英語: Epaminondas，又譯作埃帕米農達、義巴敏諾達，前418年—前362年），古希臘城邦底比斯的將軍與政治家。其領導底比斯脫離斯巴達的控制，並且使底比斯躍升為一等強國。其於留克特拉戰役裡大敗斯巴達，並解放了受到斯巴達奴役的麥西尼亞的希洛人與其他在伯羅奔尼撒半島居住並受到斯巴達奴役達二百多年的人民。伊巴密濃達將希臘政治版圖重整，使舊的同盟解體，創立新的同盟，並監察各城邦的建設。其軍事影響力亦很大，為底比斯取得了數場主要戰役的勝利。
古羅馬政治家西塞羅稱其為希臘第一人，然而在今天其評價並不佳。其為希臘所創造的新政治秩序並不比其長壽很多，底比斯的霸權與其創立的同盟並不持久，在其死後27年，底比斯便被亞歷山大大帝消滅。所以伊巴密濃達雖然在其時代被認為是一位理想主義者與解放者，但在今天，人們大多只記得其十年戰事（前371年至前362年）大大地削弱了希臘的元氣，使希臘在其後無法抵抗馬其頓的進攻，並且被其征服。

## 歷史上的伊巴密濃達
雖然伊巴密濃達在其身處的時代極其重要，但關於其本人的史料卻乏善足陳，不論古代或現代學者皆不能勾畫其完整生平。而其著名的事蹟大多由古羅馬歷史學家內波斯、希臘旅行家及地理學家保薩尼阿斯、希臘哲學家普魯塔克、希臘歷史學家狄奧多羅斯與色諾芬的著作裡得出，但並不是所有著作皆存留至現在。
內波斯關於伊巴密濃達生平的記述較短，而較多的資訊可由保薩尼阿斯所著的《希臘述記》裡得到。普魯塔克曾寫過關於伊巴密濃達的生平記述，但現已遺失；然而部份關於伊巴密濃達的資料可以由其記述底比斯的政治家和將軍派洛皮德與斯巴達國王阿格西勞斯二世的著作裡得到。在當時史學家的記述裡，狄奧多羅斯的著作保留了少量資料，而色諾芬，即那位將斯巴達與其國王阿格西勞斯二世神化的史學家則盡量避免提到伊巴密濃達，即使在有關留克特拉戰役的記述裡亦沒提到伊巴密濃達。此外，並不是所有提到伊巴密濃達的古代文獻皆是可信的。這些因素使得伊巴密濃達變得較不知名，特別是相對於同時期的馬其頓君主亞歷山大大帝與雅典將軍亞西比德，其知名度顯得很不及。

## 年輕時代、教育與個人生活

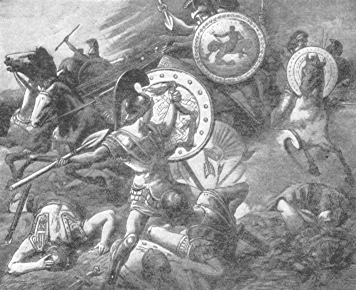
伊巴密濃達在曼蒂尼亞救助派洛皮德的情形

伊巴密濃達的父親是一位家道中落的古底比斯貴族後代。然而，在伊巴密濃達年青時期，卻接受極佳的教育，其音樂教師與舞蹈教師是同行裡最佳的。最明顯的是其哲學導師呂西斯（在流放期間與伊巴密濃達的父親同住）是畢達哥拉斯學派的重要代表。伊巴密濃達很尊敬這位哲學導師，並且對哲學產生了濃厚的興趣。
除了學術研讀外，伊巴密濃達亦注重其體能鍛鍊，在年青時期，其花了很多時間在鍛鍊體魄，為將來的戰鬥作預備。在前385年，曼蒂尼亞附近的一次小衝突裡，伊巴密濃達冒著生命危險，救出了其日後最重要的戰友派洛皮德，這使得兩人成為管鮑之交，在日後的戰鬥裡生死與共。而其靈活的戰術運用與新戰術的靈感亦是在這時期習得。
伊巴密濃達終身未娶，即使其國民認為其應該義不容辭地養育一位與其同樣偉大的兒子繼續領導底比斯亦改變不了其打算。雖然其解釋說戰爭的勝利遠比家室為重，然而，據載其是同性戀者，並且愛戀著年輕男性，因此終身不娶，這在古希臘並不罕見。內波斯說出了一個關於伊巴密濃達的軼事，指其有一位年輕的男性伴侶，米库托司。普魯塔克亦指出了兩位其深愛的人：阿薩格斯（Asopichus）與其在留克特拉戰役並肩作戰，並且戰績卓著；格弗沙夫力斯（Caphisodorus）在曼蒂尼亞與伊巴密濃達一起戰死。
伊巴密濃達終身在貧窮邊緣生存，拒絕使用其政治權力以獲取金錢利益。內波斯指出其具有廉潔的美德，並記載了其拒絕波斯使節的賄賂的事蹟。而因為畢達哥拉斯學派的傳統，其對朋友很慷慨，並且推己及人。正因為這些美德，在其死後，人們對其評價甚高。

## 早年事業

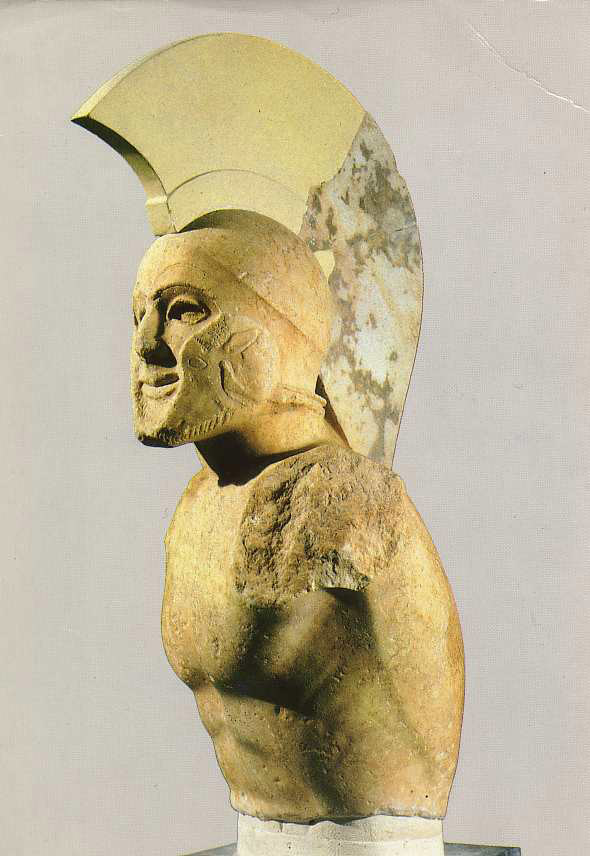
一尊古希臘重裝備步兵，頭戴盔甲，可能為斯巴達國王列奧尼達一世的大理石雕像（公元前5世紀）

伊巴密濃達生活在希臘與底比斯動亂的時代。當時正值伯羅奔尼撒戰爭結束後，斯巴達著手在剩下的希臘世界建立霸權統治，使得其原來的同盟與之疏離。底比斯於伯羅奔尼撒戰爭裡大大提升了實力並尋求控制其他位於維奧蒂亞（古希臘的中部）地區的希臘城邦。一山不能藏二虎，結果底比斯與斯巴達發生衝突。在公元前395年，底比斯聯合雅典、科林斯與阿戈斯在科林斯戰爭裡與斯巴達對抗。這場戰爭拖拖拉拉地打了八年，底比斯被斯巴達打敗了幾回。結果底比斯被逼放棄其擴張計劃，重新與斯巴達結盟。
在前382年，斯巴達將軍菲比達斯卻犯了一個戰略錯誤，使得底比斯重新與斯巴達對抗，並為伊巴密濃達奪權鋪路。菲比達斯趁著底比斯內鬨時帶領軍隊進駐了底比斯。當其進入時，其軍隊佔領了底比斯的衛城格米亞（Cadmea），逼使反對斯巴達的派系逃離底比斯。然而，伊巴密濃達雖然與反斯巴達派系有聯繫，卻被允許留下來，斯巴達軍隊相信其沒有危害斯巴達的能力，因為其只是貧窮的哲學家。

### 底比斯的軍事政變
在斯巴達軍事佔領的年頭裡，被新政府流放的底比斯人在雅典重新組織起來，並得到雅典人的支持，以重新奪回底比斯。其與伊巴密濃達聯繫，並約定由伊巴密濃達組織底比斯城內的年輕人發動突襲。在前379年，一小部份流亡者，由派洛皮德帶領，潛入底比斯城並刺殺由斯巴達扶植的政府的領袖。伊巴密濃達與高吉達斯（Gorgidas）領導一群年輕人搶佔兵工廠，奪取武器並包圍了駐在衛城的斯巴達軍人，且得到了雅典重裝步兵的協助。在翌日的底比斯議會裡，伊巴密濃達與高吉達斯帶著派洛皮德和其手下來到眾人面前，並號召底比斯人為自由而戰。結果議會將派洛皮德與其手下稱為解放者。因為懼於其聲勢，據守軍事要塞的斯巴達人投降並撤出。而原來親斯巴達的派系亦允許投降。不過大部份投降者在其後被這場叛變的勝利者殺害。

### 軍事政變之後
當底比斯人起義的消息傳至斯巴達後，斯巴達國王阿格西勞斯二世親率大軍去征服這個經常叛變的城邦。底比斯拒絕與之在原野上決戰，並據守城外的要塞；斯巴達人只得破壞底比斯城城郊並撤退，底比斯重新獲得獨立。結果在短期內，底比斯重新建立維奧蒂亞同盟，並以民主的形式運作。維奧蒂亞地區各城邦被團結為一個聯邦，並由維奧蒂亞代表，即由維奧蒂亞七個區域選擇出來的代表統領。這個同盟異常成功，便得底比斯與維奧蒂亞這兩個名字在此後經常被交換使用，因為兩者已休戚相關。為了打擊這個新聯邦，斯巴達在七年裡三次進侵。在首次勢均力敵的戰役裡，維奧蒂亞聯邦最終與斯巴達打至平手，結果士氣大振，這使得維奧蒂亞聯邦取得了優勢。前375年，派洛皮德在他召華（Tegyra）戰役裡成功切斷了斯巴達的方陣，打敗了至少三倍於己方的斯巴達軍隊。雖然斯巴達仍保持著希臘第一陸軍的優勢，但維奧蒂亞人亦充份顯示了其軍事實力與政治凝聚力。與此同時，派洛皮德，作為一個極力主張武力對抗斯巴達的將軍，亦成功將自己演變為底比斯的主要政治領袖。在接下來的日子裡，其與伊巴密濃達同心協力設計了維奧蒂亞的對外政策。

## 前371年

### 前371年的和平會議
沒有資料來源可顯示伊巴密濃達首次被選為維奧蒂亞代表的時間，但最遲在前371年，其已作為維奧蒂亞代表並在辦公。在接下來的日子，其領導維奧蒂亞代表團與斯巴達進行和平談判。在前375年曾作了一次嘗試，但雅典與斯巴達間斷斷續續的戰鬥最遲在373年又再開始，底比斯值此時機加強其聯盟的實力。在前371年，雅典與斯巴達再度厭戰，並舉行了和平會議。在這時，伊巴密濃達因為不願只代表底比斯簽約，而要代表全維奧蒂亞，而與斯巴達發生衝突。阿格西勞斯二世並不容許其這樣做，並堅持維奧蒂亞各城邦必須保持獨立；伊巴密濃達稱若維奧蒂亞各城邦需要保持獨立的話，則斯巴達所領導的拉科尼亞各城邦亦需如此做。阿格西勞斯二世被此激至盛怒。維奧蒂亞代表團結果空手而回，而雙方亦各自備戰，戰事一觸即發。

### 留克特拉戰役

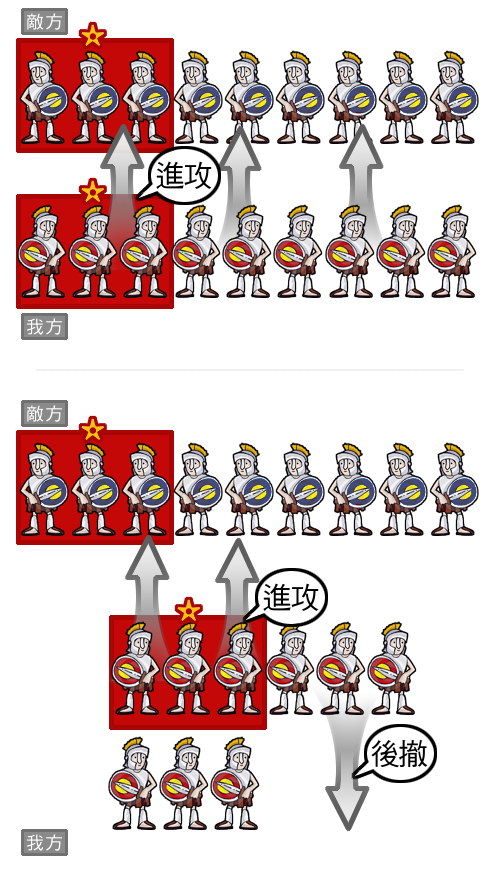
上面為傳統重甲步兵的戰役排序與進攻方向。下面為伊巴密濃達對付斯巴達的方陣策略。其左翼極其強大，主動向前進，而較弱的右翼則向後撤，形成斜線戰術。紅色代表方陣裡的精銳部隊。

緊隨著和談失敗，斯巴達另一位國王克勒姆布羅托親自帶兵攻向維奧蒂亞。其避免大軍行經底比斯城附近的山頭以免被敵人埋伏，克勒姆布羅托由一個別人並沒預想到方向快速進兵至維奧蒂亞境內，並迅速佔領了一座要塞與數艘三列槳戰船。在步向底比斯城途中，其於處於塞斯比阿領地內的留克特拉紮營。就在這裡，維奧蒂亞的軍隊前來與之抗衡。斯巴達軍有著萬多重甲步兵，其中七百人為斯巴達精銳戰士。維奧蒂亞軍方面只有六千多人，不過在騎兵上佔有優勢。
在戰役前伊巴密濃達為其部隊作了創新的編制，這在以前的希臘世界的戰爭裡未嘗見過。傳統上，各個戰鬥方陣會排成一橫線，而且集精銳於右翼。因此，斯巴達王克勒姆布羅托將其斯巴達精銳部隊與其同置於右翼，而裝備較弱的伯羅奔尼撒同盟軍則被置於左翼。為了對抗擁有數量優勢的斯巴達大軍，伊巴密濃達作出了兩個軍事創新。首先，將其與其統率的底比斯軍置於左翼，並將派洛皮德統率的精銳部隊聖隊（由三百名有同性戀愛好的底比斯青年貴族組成）置於左翼鋒面。其次，由於其無法在不將列數減少的情況下排出與斯巴達軍相同長度的陣形，因此放棄嘗試排出與斯巴達相同長度陣形。而其改為將左翼的列數增多，由傳統的八至十二列改為五十列。當戰事開始時，其加強了的左翼以雙倍速度衝向斯巴達軍，而較弱的右翼則後撤並延遲戰鬥。這戰鬥法是受到另一位底比斯將軍帕戈恩蘇在第力安會戰裡以二十五列縱深的攻勢大敗雅典軍的啟發。然而這新式戰鬥法仍為伊巴密濃達首創，這就是著名的斜線式戰術。
這次戰鬥由騎兵間的戰鬥開始，底比斯軍取得了勝利。斯巴達的騎兵退回方陣裡，結果打亂了步兵的排序。底比斯軍乘此時機向斯巴達軍進攻，克勒姆布羅托被殺，雖然其忠心的斯巴達戰士以其身體築成足以保護國王身體的戰線，但這條戰線不一會便被底比斯左翼大軍的猛烈衝擊所擊破。在此時，派洛皮德帶領聖隊衝前，將斯巴達精銳戰士殺至四散奔逃。伯羅奔尼撒其他同盟的軍隊看到斯巴達軍潰敗的情形後，很快便退出了戰事。四千伯羅奔尼撒同盟軍被殺，而維奧蒂亞軍則只有三百士兵陣亡。更重要的是，斯巴達七百精銳部隊裡有四百人被殺，這場慘敗使得斯巴達將來發動戰爭的能力受到重大打擊。

## 公元前360年代

### 首次進侵伯羅奔尼撤

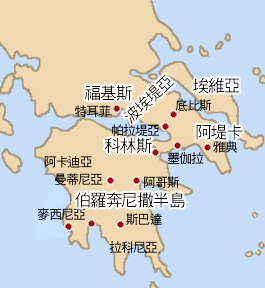
古希臘地圖

在留克特拉戰役獲勝後大約一年，伊巴密濃達全面控制了維奧蒂亞同盟，並強逼位於維奧蒂亞地區的前斯巴達同盟城邦奧爾霍邁諾斯加盟。在前370年後期，阿格西勞斯二世嘗試馴服其新加盟的桀傲不馴的同盟曼蒂尼亞，伊巴密濃達決定藉此時機入侵伯羅奔尼撒半島並徹底粉碎斯巴達的霸權。其通過科林斯地峽的防禦工事，向斯巴達邁進，並分派隊伍逼使斯巴達的前盟友與其協同進攻斯巴達。
在阿卡迪亞，其解除了斯巴達軍隊對曼蒂尼亞的威脅，並仿照維奧蒂亞同盟的模式組織了阿卡迪亞聯盟和監察著聯盟首府邁加洛波利斯的建設。其後底比斯軍再向南進，渡過了埃夫羅塔斯河，進入了斯巴達境內，其間沒遇到任何抵抗。斯巴達無法僱用費用高昂的僱傭軍作戰，只得死守城內，任由底比斯與其同盟的軍隊破壞拉科尼亞（斯巴達所在地區）。伊巴密濃達只得暫回阿卡迪亞，但隨即再度南進，這次目標是麥西尼亞，此地由斯巴達控制達二百多年。在此地，伊巴密濃達於依湯姆山重建了古代城邦麥西尼，並建設了全希臘最強的防禦工事。伊巴密濃達於其後號召流亡於希臘各地的麥西尼亞人返回和重建其家園。失去麥西尼亞對斯巴達是重大打擊，因為此地佔斯巴達國土面積達三分之一和其奴隸希洛人半數的人口。
在數個月內，伊巴密濃達為斯巴達製造了兩個新的敵人，重創了斯巴達的經濟根基，破壞了斯巴達的威信。在完成了這些工作後，其便領軍凱旋而歸。

### 審問
在其回國後，伊巴密濃達並沒有被當為英雄看待，反而被其政敵進行審問。其被指控管有權力的時間過長，超過法律所規定，這是事實；然而，為了完成其在伯羅奔尼撒的工作，伊巴密濃達勸說讓其繼續維持數個月維奧蒂亞代表的權力，讓其完成剩下的工作。在整場審判裡，幾乎沒人說要將其處決。不過其判詞卻是這樣寫的：
伊巴密濃達被底比斯人處以死刑，這是因為其帶領底比斯在留克特拉戰役裡大敗斯巴達，在其之前，沒有任何一個維奧蒂亞人敢於在戰場上挑戰斯巴達。而其在不止一場戰役裡拯救了底比斯，並維護了全希臘的自由，其後更開發了麥西尼，讓斯巴達失去霸權。
眾法官笑著說出其罪狀，當然，其控罪是被撤消了，而伊巴密濃達亦再度當選為維奧蒂亞代表。

### 後期戰役
在369年，伊巴密濃達再次進侵伯羅奔尼撒半島，但這次除了獲勝外，更成功使得西库翁與底比斯結盟。當其回國時，其再次受到審訊並再次被釋放。
儘管其功績卓著，其於翌年卻離開了權力中心，這是在留克特拉戰役後至其死前的惟一一次。在該年，其只扮演著普通士兵的角色，隨大軍向色薩利前進以解救派洛皮德。派洛皮德在出使該地時被該城統治者費萊阿的亞歷山大禁固著。這次底比斯軍的指揮官過於輕敵致使營救行動失敗，為了保存實力，被逼撤回底比斯。回到底比斯後，伊巴密濃達再次成為軍隊統帥並統領大軍回到色薩利，這次其以智謀取勝，不費一兵一卒便營救了派洛皮德。
在前366年，底比斯召開和平大會，但卻無法與反對其影響力擴張的城邦達成和平共識。結果和平談判破裂，而戰事又再繼續。在該年春天，伊巴密濃達第三次進兵伯羅奔尼撤半島，欲取得亞該亞人的效忠，並建立親底比斯的亞該亞政權。雖然沒有敵軍敢於在戰場上挑戰其大軍，但其於亞該亞建立的民主政權卻十分短命，一個前斯巴達貴族很快便回到該地，重新建立了寡頭統治的政府，並加強了與斯巴達的關係。
在留克特拉戰役後十年內，無數的前底比斯同盟叛變至斯巴達同盟，甚至與其他敵對城邦結為同盟。早在公元前371年，雅典人就以沉默回應底比斯在留克特拉戰役的勝利。色薩利地區的弗里在公元前370年代一直是底比斯的忠厚同盟，在留克特拉戰役後即轉為與別國結盟。在這十年的中期，即使部份阿卡迪亞人（伊巴密濃達在前369年成立了阿卡迪亞聯盟）也起來反抗其統治。只有麥西尼亞人堅定不移地支持底比斯。
維奧蒂亞同盟軍隊不斷鎮壓希臘各地的起義軍；在前364年，伊巴密濃達甚至領軍與雅典在海上對陣。在該年，派洛皮德在進攻色薩利統治者費萊阿的亞歷山大時陣亡，這使得伊巴密濃達損失了一個重要的政治盟友。

### 曼蒂尼亞戰役
主條目：曼蒂尼亞戰役
面對不斷增多的敵對勢力，伊巴密濃達在前362年發動了最後一次對伯羅奔尼撒半島的進侵。其即時目標是為了征服曼蒂尼亞這個阻礙底比斯在該地區擴張的勢力。當其到達曼蒂尼亞後，伊巴密濃達卻接到很多斯巴達人到達曼蒂尼亞以協助其防禦，而斯巴達本土卻處於不設防狀態的消息。為免錯失時機，伊巴密濃達立即轉為向拉科尼亞高速進兵。斯巴達國王阿希達穆斯很快便接到這個消息，結果當伊巴密濃達到達時，斯巴達城已作好了防禦。其於是認為敵人已將大部份兵力調回斯巴達，曼蒂尼亞的防禦應會被削弱，於是立即回師泰耶阿並派出騎兵隊進攻曼蒂尼亞，但卻被雅典的騎兵擊敗於城外。伊巴密濃達明白到若要維持底比斯在伯羅奔尼撒半島的影響，則一場重裝步兵大戰不可避免，於是其立即作出臨戰準備。
曼蒂尼亞戰役是希臘歷史上最龐大的重裝步兵戰役，幾乎每個城邦都參與了戰鬥。站在維奧蒂亞那方的有：泰耶阿、邁加洛波利斯與阿哥斯，而雅典、伊利斯與其他無數的城邦則支持曼蒂尼亞與斯巴達。雙方均派出了二至三萬步兵參戰。就如在留克特拉般，伊巴密濃達將重兵集中在左翼，進攻斯巴達與曼蒂尼亞等同盟軍的右翼。在左翼鋒面上其佈置了精銳騎兵隊，以加強攻勢。其欲以騎兵進攻快速取勝並使得敵軍方陣潰敗。
這場戰役一如伊巴密濃達所設想般展開。其強大的左翼逼使雅典與曼蒂尼亞騎兵後撤，並向敵軍右翼的方陣進攻。在平常重裝步兵戰役裡，這會呈現膠著狀態，然而，底比斯左翼縱深遠比斯巴達的右翼為大，所以敵方右翼很快便被擊潰，並改變了整場戰局。結果一如留克特拉戰役般，底比斯獲得勝利，並追擊逃跑的敵軍，然而此時伊巴密濃達卻被敵軍投槍擊中，受了重傷，並於不久後逝世。
伊巴密濃達的死訊很快便在軍中傳開，結果維奧蒂亞同盟軍終止了追擊。希臘歷史學家色諾芬這樣解構曼蒂尼亞戰役的結局：
當戰事在進行時，出乎所有人意料之外發生了。幾乎全部希臘城邦聯合起來反對卓越的伊巴密濃達的統治，雖然如此，戰局並不明朗。眾人皆知勝者為王，敗者為寇，只在等待結局的出現。但神卻使雙方表面上都可宣稱其獲勝，而實際是兩敗俱傷，雙方均沒有取得更多領土或盟友。此戰後，希臘世界從此變得更為混亂。
伊巴密濃達臨終前，吩咐底比斯人要保持和平，停止戰事，因為已沒有人可再領導其進攻。而和平談判亦隨即展開，各方同意維持現狀，停止相爭。至此，底比斯的稱霸之路告終。

## 成就

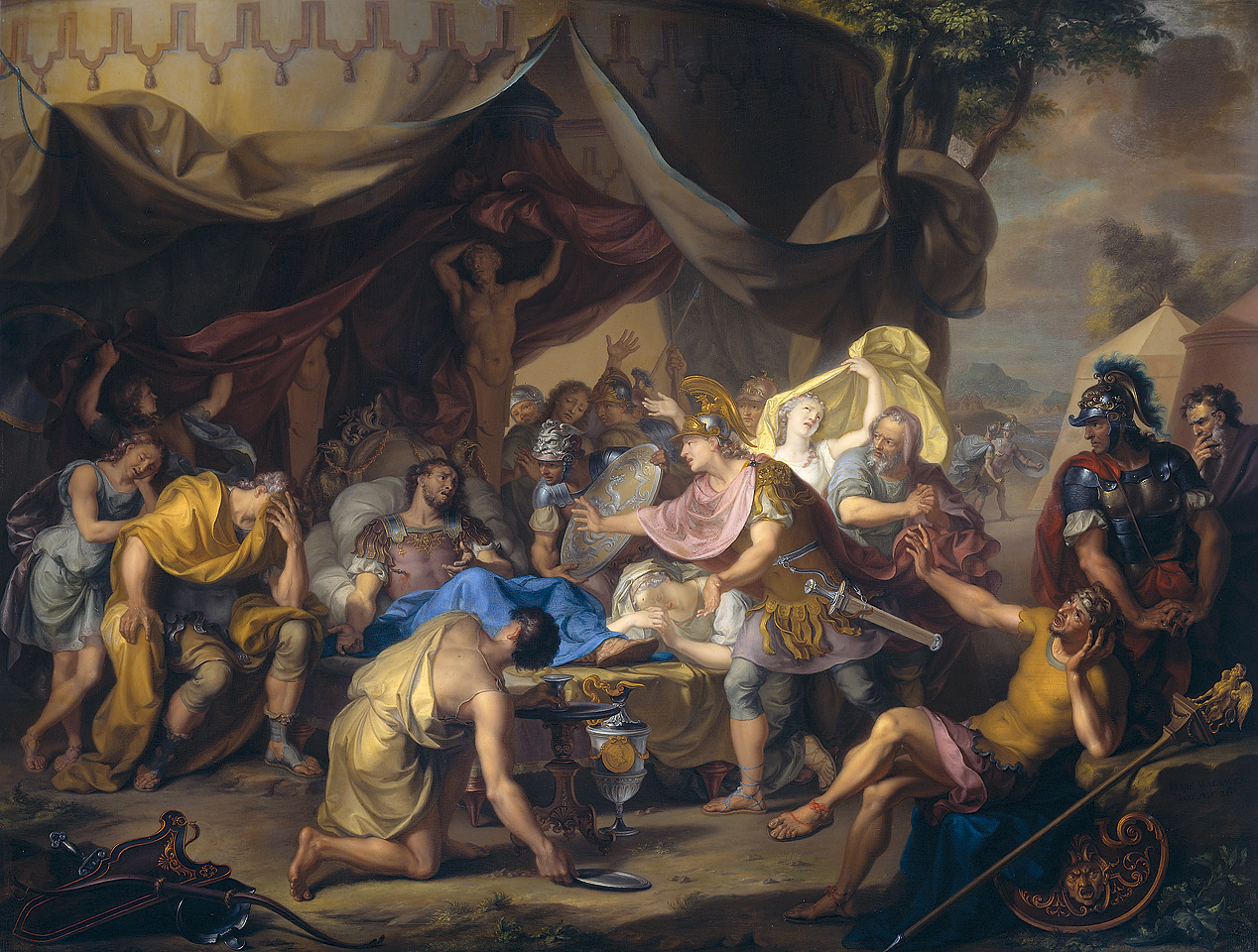
沃瑞溫的《伊巴密濃達之病床》，現藏於阿姆斯特丹的荷蘭國家藝術收藏館

現存的文獻關於伊巴密濃達的記載通常皆形容其為古希臘城邦國家在被羅馬滅亡前一百五十年內其中一位最具智謀的男人。在軍事方面，除了其後的馬其頓國王腓力二世外，任何一位古希臘軍事家也被其比下去，不過現代的歷史學家對其戰略視野存有疑問。其在留克特拉戰役裡以革新的戰術成功以少勝多，不將精銳置於右翼而改為加強左翼縱深並置精銳於左翼鋒面的戰術被證實為可行。其所革新的戰術大多被其後的馬其頓國王腓力二世所採用，但有趣的是腓力二世與底比斯是死敵。美國軍事歷史學家漢森指出伊巴密濃達早年的體能鍛鍊為其日後的將領生涯建立了雄厚的根基。
在古代的歷史學家的記載裡，伊巴密濃達是完美的。同時代的人稱讚其輕視物慾，與朋友分享所得，並拒絕賄賂。其中一位畢達哥拉斯學派的傳人，其自身為苦行僧，亦稱讚伊巴密濃達為全希臘的榜樣。
伊巴密濃達傳奇地改變了古希臘樣貌達十年，並處於整個希臘的政治權力核心。當其逝世時，斯巴達已再無力稱霸，麥西尼亞人重獲自由，伯羅奔尼撒半島的政治版圖被徹底改組。然而，在其逝世後，希臘世界紛亂的情況與其稱霸前並沒有改變，城邦間的戰鬥與分裂的情形持續，一如在留克特拉戰役前一樣。這樣不斷的戰鬥情況隨前432年發生的伯羅奔尼撒戰爭開始，直至馬其頓君臨全希臘才停止。
在曼蒂尼亞，底比斯面對全希臘最偉大的城邦聯軍，但最後亦獲得勝利。然而伊巴密濃達卻在此戰裡陣亡，使得底比斯回到傳統的防禦策略，而在數年後，雅典取代底比斯再度成為希臘的政治權力中心。雖然底比斯維持了在維奧蒂亞的統治，然而在希臘其他地方卻已沒人服從其命令了。最後，在前338年的喀羅尼亞戰役裡，底比斯與雅典聯軍被馬其頓國王腓力二世大敗，而底比斯亦失去了獨立主權。在三年後，因為誤信亞歷山大大帝被刺殺的謠言，底比斯起兵反抗馬其頓，結果亞歷山大大帝成功鎮壓這次起義，並毀滅了這個城邦，底比斯人不是被殺戮便是被俘為奴隸。這只是伊巴密濃達死後的第27年，底比斯從此在地球上消失，其過千年歷史至此完結。
伊巴密濃達因此同時被人們認為是解放者與破壞者。但不管怎樣，在古希臘與古羅馬的世界其被人們公認是歷史上其中一位最偉大的人物。古羅馬政治家西塞羅稱頌其為「希臘第一人」，而希臘旅行家及地理學家保薩尼阿斯則記錄了其墓誌銘上的頌詩：
斯巴達的榮譽被在下的戰略奪去，
而神聖的麥西尼最少亦奪回其孩子。
邁加洛波利斯因底比斯的協助成功建成圍牆並受到保護，
而全希臘贏得了獨立與自由。
伊巴密濃達的作戰行動受到了麥西尼亞人與其他被其從斯巴達手中解放的民眾的歡迎。然而伊巴密濃達卻使得全希臘各城邦實力被削弱，使希臘各城邦無法抵抗北方馬其頓進侵。而雖然其使維奧蒂亞人與其他希臘人獲得自由，但卻使全希臘在不久將來被征服者侵佔。美國軍事歷史學家漢森指出伊巴密濃達可能曾有將希臘統一為自由民主聯邦的打算，但即使這個斷言正確，這個構想卻從未有實現。因為其貴族的身份，其無法改變古希臘城邦割據的狀況，亦無法解決不斷的政爭與戰爭，結果最後其遺下了更多紛爭而非較為團結的希臘世界。